# Diego de Yepes

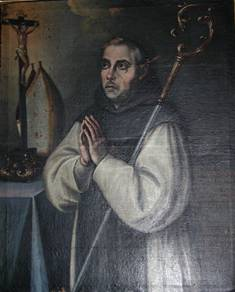
Diego de Yepes (atribuido a Cristóbal de Vera).

Fray Diego de Yepes (Yepes, 1530 - Tarazona, 1613) fue un fraile y obispo español, prelado de la Orden de San Jerónimo.

## Biografía
Hijo de Alonso de Chaves y de María Gómez de las Casas, nacido Diego de Chaves y las Casas, ingresó en el monasterio de la Sisla en Toledo el 29 de septiembre de 1550, momento en que cambió su nombre, como es costumbre en esa orden, por el de su patria. Estudió en la Universidad de San Antonio de Porta Coeli que gobernaba la orden jerónima en Sigüenza y, terminados sus estudios, profesó con los cargos de vicario, maestro y prior en aquella casa de Toledo. Fue también y sucesivamente prior de las de Jaén, Benavente, Yuste, Madrid, Gandía y El Escorial. Cuando se hallaba en Benavente (1581), fue condenado por el capítulo de su orden al exilio en el monasterio de San Miguel del Monte o de la Morcuera (Miranda de Ebro), debiendo desplazarse hasta allí a pie, por haber mandado talar sin permiso unos árboles, condena que le fue levantada en 1591 por intercesión real. Fue confesor de Teresa de Jesús en Toledo (al menos en 1575 y 1576), y del rey Felipe II al término de su priorato trienal en San Lorenzo, así como ministro de su Consejo durante los cuatro últimos años de vida del rey, sucediendo en ese puesto de confesor a su homónimo, el difunto Diego de Chaves (O.P.),  hermano del famoso conquistador Ñuflo de Chaves. Escribió una de las biografías sobre Santa Teresa que se ha conservado y estudiaron Fidel Fita y José Gómez-Centurión.
Siendo prior del Monasterio de El Escorial (1591-1594) fue «instigador sigiloso» del proceso seguido por el tribunal de la Inquisición contra el padre Sigüenza. Este, en su historia de la Orden jerónima, tachó por su lado a Yepes de hombre ambicioso de honores, acusándolo de haber alcanzado el priorato de El Escorial a base de turbios manejos. El padre Zarco Cuevas resume el duro juicio que el historiador jerónimo dedicó a Yepes:

El capítulo general, relata Sigüenza, se celebró el año 1594. Fue elegido (general) fray Miguel de Salazar y fray Diego de Yepes vacó en él (priorato del Escorial); que hizo en esta casa poco provecho el trienio de su priorato en lo espiritual y temporal y en pago salió confesor del Rey y después obispo de Tarazona. ¡Plegue a Dios no se diga por él, receperunt mercedem suam.

Nombrado obispo de Tarazona el 27 de septiembre de 1599, ocupó la diócesis hasta su fallecimiento en esa villa el 20 de mayo de 1613. Sus restos mortales descansan en la iglesia del convento de carmelitas descalzas de Santa Ana de Tarazona que él mismo fundara durante su mandato, en cumplimiento de la promesa hecha a la santa abulense cuando la encontró en Osma en 1581 camino del exilio. Además de esa fundación carmelita reformada puso la primera piedra al convento de carmelitas descalzos de San José de Tudela, que había sido fundado en 1527, dio estatutos al convento de monjas franciscanas de la Concepción de Tarazona (1601) y promovió la fundación de un colegio de aquella orden carmelitana (orden primera, masculina) en Huesca, cosa que no sucedería hasta unos años después de su deceso, en 1627. Siendo obispo, a sus expensas se labró el manierista retablo del altar mayor de la catedral turiasonense dedicado a la Virgen de la Hidria o de la Huerta. También durante su gobierno en la diócesis aragonesa, mandó edificar una capilla en honor a san José en el monasterio en que se ordenara, de Santa María de la Sisla de Toledo, adornada posteriormente con las reliquias de santa Teresa que a esa casa él mismo donara.
El 7 de julio de 1606 administró el sacramento de la confirmación a la que sería con el tiempo conocida como María de Jesús de Ágreda, monja concepcionista y consejera del rey Felipe IV; en ese tiempo la villa de Ágreda (hoy parte de la diócesis de Osma-Soria) pertenecía a la de Tarazona. También administró ese sacramento a Juan de Palafox y Mendoza, obispo que habría de ser de Puebla y de Osma, virrey de Nueva España, protector de las artes y las letras, y venerado como beato en la Iglesia católica. 
| Predecesor: sede vacante (1597-1599) | Obispo de Tarazona 1599-1613 | Sucesor: Juan Moriz Salazar (1614-1616) |

## Obra publicada
Además de cartas y sermones recogidos en otros textos y algún estudio inédito sobre las sagradas escrituras, es autor de tres obras principales:
- Relación de algunas particularidades que pasaron en los vecinos días de la enfermedad de la que murió nuestro Católico rey don Felipe (Amberes, 1599).
- Historia particular de la persecución de Inglaterra (Madrid, 1599).
- Vida, virtudes y milagros de la bienaventurada virgen Teresa de Jesús (Zaragoza, 1606).